# Sil'va
Sil'va (Сильва) è un film del 1944 diretto da Aleksandr Viktorovič Ivanovskij.